# 安藤保彦
安藤 保彦（あんどう やすひこ、1964年12月30日 - ）は、日本の経済産業官僚。高知市副市長などを経て、経済産業省北海道経済産業局長。

## 人物・経歴
神奈川県横浜市出身。1988年神奈川大学法学部法律学科卒業、通商産業省入省。大臣官房秘書課係長や、イギリス短期留学、新規産業室長補佐、立地環境整備課長補佐などを経て、2007年高知市産業振興担当理事。2008年から高知市副市長として、中山間地域振興や、企業誘致などの施策を進めた。
副市長退任後、博覧会推進室長、新エネルギー・産業技術総合開発機構総務企画部長などを経て、2015年中小企業庁事業環境部取引課長。2018年経済産業省経済産業政策局地域経済産業政策課長兼地域経済産業調査室長。
2019年から経済産業省北海道経済産業局長を務め、少子高齢化対策などにあたった。また、北海道大学経営協議会委員、室蘭工業大学経営協議会なども務めた。2021年退官、JECC取締役経営企画室長。

## サッカー
小学生対象のサッカークラブ横浜すみれSCの監督も務めており、サッカー日本代表の畠中槙之輔は、安藤の息子に誘われて横浜すみれSCに加入したという。